# Liste der Monuments historiques in Semezanges
Die Liste der Monuments historiques in Semezanges führt die Monuments historiques in der französischen Gemeinde Semezanges auf.

## Liste der Objekte
| Bezeichnung                             | Beschreibung                                                     | Standort                         | Kennzeichnung | Schutzstatus | Datum | Bild |
| --------------------------------------- | ---------------------------------------------------------------- | -------------------------------- | ------------- | ------------ | ----- | ---- |
| Skulpturengruppe Heilige Dreifaltigkeit | Aufsatz eines Prozessionsstabs; Holz, vergoldet, 18. Jahrhundert | in der Kirche Ste-Trinité (Lage) | PM21003607    | Inscrit      | 1977  |      |